# La Prophétie des ténèbres
Pour le film, voir La Prophétie des ténèbres (film).
La Prophétie des ténèbres (titre original : The Dark Prophecy), est un roman de fantasy écrit par Rick Riordan et paru en langue originale le 2 mai 2017 puis traduit et publié en France le 4 octobre 2017. Il s'agit du deuxième tome de la série Les Travaux d'Apollon. 

## Résumé
Arrivé à Indianapolis sur le dos de Festus, accompagné de Léo et de Calypso, Apollon, le dieu loufoque, va tenter d'arrêter le Triumvirat et de sauver Meg. Il fait ainsi la connaissance de Waystation, refuge pour demi-dieux, et retrouvant Commode, son ex-amant, et second leader du Triumvirat...